# Pamela López Gallardo
Pamela López Gallardo   (Sabadell, 14 d'agost de 1981) més coneguda pel nom artístic de Pam López, és una il·lustradora i autora de còmics. Al llarg de la seva carrera ha produït il·lustracions infantils per editorials com Bromera, Azou i Everest. També ha treballat en la il·lustració de llibres de text i de professora a l'escola Joso de Sabadell.

## Biografia
Pam López, va néixer a Sabadell l'any 1981, la primera formació del seu ofici la va fer l'any 2000, amb un curs d'art gràfic a l'escola de dibuix Joso, amb Rebeca Lucciani i Àngel Sauret va fer cursos de color i un curs a la Bonnemaison amb Ignasi Blanch.
Com a professional va participar en una exposició col·lectiva a la Bonnemaison, amb el títol Nenas, brujas y princesas ideada per Ignasi Blanch, L'obra aportada per Pam López es titulava La dieta equilibrada de la princesa del pèsol i estava inspirada en el conte La princesa i el pèsol. Un altre projecte en el qual va participar fou la decoració de l’Hospital de la Vall d’Hebron que tenia l’objectiu d’humanitzar l’hospital a través de la il·lustració i fer més agradable l'estada dels infants en el centre.
A l'estudi d’il·lustració Escletxa que pertany a l'agència de publicitat BUM ubicada a Barcelona i va començar a treballar el 2007 produint il·lustracions infantils per editorials com; Everest, Bromera o Auzou. També ha treballat il·lustrant llibres de text per Anaya i Edebé.
En el camp de l'ensenyament ha fet de professora al taller d’il·lustració i color a l'escola Joso de Sabadell. És membre de l’Associació d’Autores de Còmic (A.A.C.).

Obres amb dedicació artística de l'autora; El pont dels Jueus (2004) al número 1, Visiones del Fin (2019) al número 1, Puro Perú (2019) al número 1, Paper de Ceba (2019) al número 2.